# Jordan Attah Kadiri
Jordan Attah Kadiri (Idah, 2000. március 11. –) nigériai labdarúgó, a belga Lommel csatára.

## Pályafutása
Kadiri a nigériai Idah városában született. Az ifjúsági pályafutását helyi kluboknál kezdte.
2018-ban mutatkozott be a Sunsel felnőtt csapatában. 2019-ben kölcsönjátékosként a Nasarawa Unitedet erősítette. 2019. augusztus 13-án a svéd Östersund csapatához igazolt. Először a 2019. augusztus 25-ei, AIK ellen hazai pályán 3–1-re elvesztett mérkőzésen lépett pályára. Első gólját 2019. szeptember 30-án, a Djurgårdens ellen 2–1-re elvesztett találkozón szerezte.
2020. július 31-én négy éves szerződést kötött a belga Lommel együttesével. A 2021-es szezonban a norvég Strømsgodset csapatában szerepelt kölcsönben, ahol összesen 7 mérkőzésen lépett pályára és egy gólt szerzett. 2021. szeptember 22-én, Stabæk ellen 5–1-re megnyert kupamérkőzésen mesterhármast szerzett. 2022 februárjában kölcsönben egy évre az Östersund csapatához szerződött.

## Statisztikák
2023. március 18. szerint
| Klub                      | Szezon   | Osztály               | Bajnokság | Bajnokság | Kupa  | Kupa | Nemzetközi | Nemzetközi | Összesen | Összesen |
| Klub                      | Szezon   | Osztály               | Meccs     | Gól       | Meccs | Gól  | Meccs      | Gól        | Meccs    | Gól      |
| ------------------------- | -------- | --------------------- | --------- | --------- | ----- | ---- | ---------- | ---------- | -------- | -------- |
| Östersund                 | 2019     | Allsvenskan           | 10        | 3         | 3     | 4    | —          | —          | 13       | 7        |
| Östersund                 | 2020     | Allsvenskan           | 11        | 2         | 0     | 0    | —          | —          | 11       | 2        |
| Östersund                 | Összesen | Összesen              | 21        | 5         | 3     | 4    | 0          | 0          | 24       | 9        |
| Lommel                    | 2020–21  | Challenger Pro League | 24        | 3         | 1     | 0    | —          | —          | 25       | 3        |
| Lommel                    | 2022–23  | Challenger Pro League | 14        | 2         | 1     | 0    | —          | —          | 15       | 2        |
| Lommel                    | Összesen | Összesen              | 38        | 5         | 2     | 0    | 0          | 0          | 40       | 5        |
| Strømsgodset (kölcsönben) | 2021     | Eliteserien           | 7         | 1         | 1     | 3    | —          | —          | 8        | 4        |
| Östersund (kölcsönben)    | 2022     | Superettan            | 14        | 1         | 0     | 0    | —          | —          | 14       | 1        |
| Összesen                  | Összesen | Összesen              | 80        | 12        | 6     | 7    | 0          | 0          | 86       | 19       |

## Fordítás
Ez a szócikk részben vagy egészben  a   Jordan Attah Kadiri című angol Wikipédia-szócikk fordításán alapul.  Az eredeti cikk szerkesztőit annak laptörténete sorolja fel. Ez a jelzés csupán a megfogalmazás eredetét és a szerzői jogokat jelzi, nem szolgál a cikkben szereplő információk forrásmegjelöléseként.